# Filosofie van A tot Z

## A
A contrario -
A fortiori -
A posteriori -
A priori -
A Theory of Justice -
Anathon Aall -
Aangeboren kennis -
Aantekeningen uit het ondergrondse
Aanvaarding -
Aarde (trigram) -
Petrus Abaelardus -
Jitschak Abarbanel -
Abay Kunanbayulı -
Abbé de Saint Pierre -
Thomas Abbt -
Abdel Al-Ma'arri -
Abdullah Yusuf Azzam -
Pietro d'Abano -
Absoluut oneindige -
Abstractie -
Absurdisme -
Abu al-Qasim al-Zahravi -
Academische vrijheid -
Hans Achterhuis -
Uriel Acosta -
Actus purus -
Jnan Hansdev Adhin -
Felix Adler -
Theodor Adorno -
Advaita Vedanta -
Aedesius -
Aenesidemus -
Aeschines Socraticus -
Afrikaanse filosofie -
Giorgio Agamben -
Agathocles (sofist) -
Maria Gaetana Agnesi -
Agnosticisme -
Agrarfrage -
Rudolf Agricola -
Agrippa -
Ahmad ibn Tajmijja -
Akademeia -
Alain -
Hans Albert -
Leon Battista Alberti -
Albinos -
Al-Biruni -
Alcinous -
Alcmaeon van Croton -
Jean le Rond d'Alembert -
Aletheia -
Alevitisme -
Algemene wil -
Al-Ghazali -
Allegorie van de grot -
Alphonso Lingis -
Also sprach Zarathustra -
Altruïsme -
Louis Althusser -
Alexandre Saint-Yves d'Alveydre -
Ambrosius Theodosius Macrobius -
Amerikaans conservatisme -
Amerikanisme -
Edward Ames -
Aminias -
Ammonius Hermiae -
Amor intellectualis Dei -
Amsterdamse Spinoza Kring -
Amyclas -
Anacharsis -
Analytica posteriora -
Analytica priora -
Analytische filosofie -
Anamnese (Plato) -
Anaxagoras -
Anaxarchos -
Anaxilaus -
Anaximander -
Anaximenes -
Elizabeth Anderson -
Andronicus van Rhodos -
Anniceris -
Anomalie -
Elizabeth Anscombe -
Antieke filosofie -
Antinomie -
Antiochus van Ascalon -
Anti-Oedipus -
Antipater van Cyrene -
Antipater van Tarsus -
Antisthenes -
Antropocentrisme -
Antropomorfisme -
Antroposofie -
Apana -
Apeiron -
Karl-Otto Apel -
Apollonius van Tyana -
Apologie van Socrates -
Apoproegmena -
Kwame Anthony Appiah -
Leo Apostel -
Lucius Apuleius Madaurensis -
Arabische filosofie -
Aratus (dichter) -
Arbitraire gevolgtrekking -
Archè -
Archelaüs -
Archetype -
Archippos -
Archytas -
Hannah Arendt -
Arete van Cyrene -
Argumentatietheorie -
Argumentum ad baculum -
Argumentum ad hominem -
Argumentum ad misericordiam -
Argumentum ad populum -
Aristaeus -
Aristippos de Jongere -
Aristippos van Cyrene -
Aristobulus van Paneas -
Ariston van Chios -
Aristoteles -
Aristoxenos -
Arkesilaos -
David Armstrong -
Raymond Aron -
Luis Blanes Arques -
Ars Rhetorica -
Aspasius -
Mary Astell -
Ataraxia -
Atheologie -
Atman -
Atomisme -
Augustinus van Hippo -
John Austin -
Australasian Journal of Philosophy -
Austromarxisme -
Autopoiese -
Averroes -
Averroïsme -
Avicenna -
Axis mundi -
Alfred Ayer -
Aziatische productiewijze

## B
Francis Bacon -
Élisabeth Badinter -
Alain Badiou –
Baijiaxing -
Reinier Cornelis Bakhuizen van den Brink -
Renaud Barbaras -
Barmhartigheid -
Gabino Barreda -
Brian Barry -
Ludvik Bartelj -
Roland Barthes -
Frédéric Bastiat -
Georges Bataille -
Jean Baudrillard -
Alexander Gottlieb Baumgarten -
Simone de Beauvoir -
Cesare Beccaria -
Bedrijfsethiek -
Isaac Beeckman -
R.F. Beerling -
Beginselethiek -
Begrip -
Behaviorisme -
Jean Paul Van Bendegem -
Seyla Benhabib -
Walter Benjamin -
Alain de Benoist -
Max Bense -
Jeremy Bentham -
Beperkte rationaliteit -
Nikolaj Berdjajev -
Berg (trigram) -
Henri Bergson -
George Berkeley -
Isaiah Berlin -
Richard J. Bernstein -
Beroep op autoriteit -
Beroepsethiek -
Kees Bertels -
Beschrijving -
Bestaan -
Betekenis -
Evert Willem Beth -
Betogende tekst -
Betoog -
Bruno Bettelheim -
Beweging van de Godbouwers -
Bewustzijn -
Bhagavan -
Bias van Priëne -
Bija -
Bildung -
Johan Binnema -
Biocentrisch altruïsme -
Bio-ethiek -
Biomacht -
Biopolitiek -
Azmi Bishara -
Maurice Blanchot -
Ernst Bloch -
Maurice Blondel -
Allan Bloom -
Bodhidharma -
Gerard Bodifée -
Jean Bodin -
Boeddhistische filosofie -
Herman Boerhaave -
Rudolf Boehm -
Boek der Documenten -
Boek der Liederen -
Boek der Veranderingen -
Boek van de kinderlijke gehoorzaamheid -
Sergej Boelgakov -
Boëthius -
Jakob Böhme -
Gerard Bolland -
Bernard Bolzano -
Louis de Bonald -
René Boomkens -
Nick Bostrom -
Alain de Botton -
Pierre Bourdieu -
Bourgeoisie -
Robert Boyle -
Francis Herbert Bradley -
Robert Brandom -
Franz Brentano -
Brits idealisme -
Luitzen Egbertus Jan Brouwer -
Giordano Bruno -
Martin Buber -
Bulverisme -
Johannes Buridanus -
Burkeaans conservatisme -
Judith Butler

## C
Étienne Cabet -
Albert Camus -
Anselmus van Canterbury –
Georg Cantor -
Marie Jean Antoine Nicolas Caritat -
Rudolf Carnap -
Cartesiaans materialisme -
Cartesiaans theater -
Antonio Caso -
Ernst Cassirer -
Categoriaal -
Categorie -
Categorische imperatief -
Causa finalis -
Lieven De Cauter -
Margaret Cavendish -
Celsus -
Conrad Celtis -
David Chalmers -
Chanakya -
Chilon van Sparta -
Chinese kamer -
Noam Chomsky -
Chrysippos -
Alonzo Church -
Patricia Churchland -
Paul Churchland -
Marcus Tullius Cicero -
Jean-Baptiste Cimédart -
Cirkelredenering van Descartes -
Cirkelredenering -
Citang -
Jacques Claes -
Classificatie -
Jacob Clay -
Cleobulus -
Paul Cliteur –
Clootcransbewijs -
Paul Cobben -
Cognitie -
Cognitief proces -
Cognitieve dissonantie -
Cognitieve neurowetenschap -
Cognitieve veroudering -
Hermann Cohen -
Coherentietheorie -
Collectief geheugen -
Collectivisme -
Robin George Collingwood -
Commentaar van Gongyang op de Lente- en herfstannalen -
Commentaar van Guliang op de Lente- en herfstannalen -
Commentaar van mijnheer Zuo op de Lente- en herfstannalen -
Communisme -
Communitarisme -
Compassie -
Auguste Comte -
Concept -
Conclusie -
Conditio sine qua non -
Confessiones -
Conformisme -
Confucius -
Connectionisme -
Consensus -
Benjamin Constant -
Constructie -
Constructionisme -
Constructivisme (filosofie) -
Constructivisme (wiskunde) -
Continentale filosofie -
Contingentie -
Contradictio in terminis -
Convivio -
Anthony Ashley Cooper -
Arnold Cornelis -
Corpus Aristotelicum -
Louis Couturat -
Cratylus (Plato) -
Cratylus -
Creatie -
Critias (persoon) -
Critias (Plato) -
Benedetto Croce -
CUDOS-norm -
Cultuurfilosofie -
Cultuurheld -
Cultuurpessimisme -
Cultuurrelativisme -
Cum hoc ergo propter hoc -
Nicolaus Cusanus -
Cynisme

## D
Dasein -
Donald Davidson -
De agone christiano -
De Alchemist -
De beginselen van de filosofie -
De Celestijnse Belofte (boek) -
De cive -
De civitate Dei -
De imitatione Christi -
Patricia De Martelaere -
De Mencius -
De menigte -
De natura deorum -
De oorsprong van het gezin, van de particuliere eigendom en van de staat -
De open samenleving en haar vijanden -
De spektakelmaatschappij -
De vorst -
De vreemdeling -
De vrolijke wetenschap -
De wereld van Sofie -
Decadentie -
Decadentisme -
Deconstructie -
Deductie versus inductie -
Deductie -
John Dee -
Definitie -
Deïsme -
Gilles Deleuze -
Bernard Delfgaauw -
Demarcatiecriterium -
Demiurg -
Democritus -
Jean Baptiste Denis -
Denken -
Denkfout -
Daniel Dennett -
Deontologie -
Der Einzige und sein Eigentum -
Derde oog -
Govert Derix -
Wil Derkse -
Jacques Derrida -
Dertien Klassieken -
René Descartes -
Descriptieve metafysica -
Antoine-Louis-Claude Destutt de Tracy -
Determinisme -
Deugd -
Deugdethiek -
Alexandre Deulofeu -
John Dewey -
Dharma (yoga) -
Dharma -
Dialectiek -
Dialectisch materialisme -
Donna Dickenson -
Dictatuur van het proletariaat -
Denis Diderot -
Die Welt als Wille und Vorstellung -
Joseph Dietzgen -
Différance -
Wilhelm Dilthey -
Ding an sich -
Diodoros Cronos -
Diodoros van Tyros -
Diogenes van Apollonia -
Diogenes van Babylon -
Diogenes van Sinope -
Discipline, toezicht en straf -
Disciplinemaatschappij -
Discoursethiek -
Doctrine van het Midden -
Dogma -
Joep Dohmen -
Donder (trigram) -
Wim van Dooren -
Joop Doorman -
Herman Dooyeweerd -
Dr. J.P. van Praag-prijs -
Hubert Dreyfus -
Drie karakteristieken -
Drogreden -
Dualisme (filosofie van de geest) -
Dualisme -
Dubbel-aspecttheorie -
Dubbele moraal -
Duits idealisme -
Georges Dwelshauvers -
Ronald Dworkin -
Dystopie

## E
Ecocentrisme -
Edmund Burke -
Eed -
Eerste beweger -
Egalitarisme -
Egoïsme -
Eigenschap -
Ekphrasis -
Eleaten -
Element (oudheid) -
Willem Elias -
Eliminatief materialisme -
Elisabeth van de Palts (1618-1680) -
Afshin Ellian -
Jacques Ellul -
Koenraad Elst -
Emanatie -
Emanationisme -
Ralph Waldo Emerson -
Emotioneel redeneren -
Empedocles -
Empire: De nieuwe wereldorde -
Empirisme -
Encyclopedist -
Franciscus van den Enden -
Hugo Van den Enden -
Endoxa -
Friedrich Engels -
Enthymeem -
Entiteit -
Epictetus -
Epicurisme -
Epicurus -
Epifenomenalisme -
Epimenides -
Epistemologisch objectivisme -
Er (Plato) -
Desiderius Erasmus -
Ervaring -
Erya -
İbrahim Hakkı Erzurumi -
Alfred Espinas -
Essentie -
Esthetica -
Ethica Nicomachea -
Ethiek -
Ethisch dilemma -
Eubulides van Milete -
Rudolf Christoph Eucken -
Euclides van Megara -
Eudemonisme -
Eudemus van Rhodos -
Eusebius van Myndus -
Evidentie -
Excentrische positionaliteit -
Existentialisme -
The Extended Mind -
Externisme -
Abraham ibn Ezra

## F
Fallibilisme -
Falsifieerbaarheid -
Frantz Fanon -
Al-Farabi -
Fatalisme -
Fatsoen -
Herbert Feigl -
Feit -
Feministische filosofie -
Feng Shui -
Fenomeen -
Fenomenalisme -
Ludwig Feuerbach -
Paul Feyerabend -
Immanuel Fichte -
Johann Gottlieb Fichte -
Marsilio Ficino -
Fides et Ratio -
Filippica -
Filosofie -
Filosofie van de geest -
Filosofie van de wiskunde -
Filosofie -
Filosofisch behaviorisme -
Filosofisch activisme -
Alain Finkielkraut -
Antony Flew -
Luciano Floridi -
FM-2030 -
Jerry Fodor -
Fontein der Jeugd -
Formalisme (wiskunde) -
Michel Foucault -
Tarik Fraihi -
Petrus Francius -
Jerome Frank -
Frankfurter Schule -
Gottlob Frege -
Erich Fromm -
Francis Fukuyama -
Functionalisme (filosofie van de geest) -
Fundamentele wetenschap -
Fysicalisme

## G
Hans-Georg Gadamer -
Galileo Galilei -
Maurice de Gandillac -
Eugenio Garin -
Jostein Gaarder -
Pierre Gassendi -
Marcel Gauchet -
Gautama Boeddha -
Gedachte -
Gedachte-experiment -
Henk Geertsema -
Geest -
Arnold Gehlen -
Geldigheid en gezondheid -
Gelijkheidsdenken -
Geloof (religieus) -
Hendrik van Gent -
Hans Gerding -
Geschiedenis van de Chinese filosofie -
Geschiedenis van de westerse filosofie -
Geschiedfilosofie -
Gesprekken van Confucius -
Edmund Gettier -
Arnold Geulincx -
Gevolgenethiek -
Geweldloosheid -
Geweldsmonopolie -
Geweten -
Gezichtspunt -
Gezond verstand -
Al-Ghazali -
William Gilbert -
René Girard -
Gnoseologie -
Gnothi seauton -
José Gaos -
Arthur de Gobineau -
Rudolphus Goclenius -
God van de gaten -
Gödel, Escher, Bach -
Godsbewijs -
Godsdienstfilosofie -
Goed en kwaad -
Johann Wolfgang von Goethe -
David van Goorle -
Gorgias -
Götzen-Dämmerung -
Antonio Gramsci -
Willem Jacob 's Gravesande -
Thomas Hill Green -
Grondslagen van de wiskunde -
Ger Groot -
Grote Leer -
Grundlinien der Philosophie des Rechts -
Guanzi (tekst) -
Romano Guardini -
Félix Guattari -
Gulden regel (leefregel) -
George Gurdjieff -
Gymnosofisten

## H
Susan Haack -
Jürgen Habermas -
Ernst Haeckel -
Axel Hägerström -
Juda Halevi -
Johann Georg Hamann -
Stuart Hampshire-
Handelingstheorie -
Hanengevecht -
Donna Haraway -
Douglas Harding -
Richard Hare -
Bas Haring -
Harmonia praestabilita -
H.L.A. Hart -
Charles Hartshorne -
Friedrich von Hayek -
Hebzucht -
Hedendaagse filosofie -
Hedonisme -
Georg Wilhelm Friedrich Hegel -
Martin Heidegger -
Hellend vlak (retoriek) -
Paul Helwig -
Hemel (trigram) -
Carl Gustav Hempel -
Frans Hemsterhuis -
Heraclitus -
Johann Friedrich Herbart -
Johann Gottfried von Herder -
Hermeneutiek (Plato) -
Hermeneutiek -
Hermocrates (Plato) -
Hersenen in een vat -
Abraham Joshua Heschel -
Het Absolute -
Het boek van de goddelijke troost -
Het einde van de geschiedenis en de laatste mens -
Het Kapitaal -
Hexagram (I Tjing) -
Gerard Heymans -
Hierius (neoplatonist) -
David Hilbert -
Hildegard van Bingen -
Hindoeïstische filosofie -
Hippias van Elis -
Historicisme -
Historisch besef -
Historisch materialisme -
Thomas Hobbes -
Pieter van der Hoeven -
Paul Henri Thiry d'Holbach -
Holisme -
Oliver Wendell Holmes -
Hans Heinz Holz -
Homo faber (filosofie) -
Homo ludens -
Homo oeconomicus -
Homunculus (psychologie) -
Hoofdzonde -
Jan Hoogland -
Sidney Hook -
Horizonversmelting -
Horror vacui -
Gilbert Hottois -
Max Horkheimer -
Huis der Wijsheid -
Humanisme (levensbeschouwing) -
Renaissance-humanisme -
Humanist (tijdschrift) -
Humanistisch Verbond (Nederland) -
Humanistische geografie -
Wilhelm von Humboldt -
David Hume -
Cláudio Hummes -
Edmund Husserl -
Hylisch pluralisme -
Hypatia -
Hypothese -
Hypotheses non fingo -
Hypothetische imperatief

## I
Iamblichus -
Abraham ibn Ezra -
Ideaal -
Idealisme -
Idee zu einer allgemeinen Geschichte in weltbürgerlicher Absicht -
Ideeëngeschiedenis -
Ideeënleer -
Identiteit (eigenheid) -
Identiteitstheorie (filosofie van de geest) -
Ivan Illich -
Illuminatie (christendom) -
Illuminisme -
Illusie -
Immanente kritiek -
Immanentie -
Inauguratie -
Indeterminisme -
Indigenisme -
Individualisme -
Inductie -
Industriële reservelegers -
Instrumentalisme -
Intentionaliteit -
International Encyclopedia of Unified Science -
International Taoist Tai Chi Society -
Interpretatie -
Intersubjectiviteit -
Intertekstualiteit -
Intuïtionisme -
Inversietheorie -
Ipsodixitism -
Mohammed Iqbal -
Luce Irigaray -
Ironische lofrede -
Isme

## J
Frank Cameron Jackson -
Jadekeizer -
Jaloezie (gevoel) -
William James -
Pierre Janet -
Karl Jaspers -
Jean Nicod Prijs -
Thomas Jefferson -
Jenseits von Gut und Böse -
William Stanley Jevons -
Jingbu -
Hans Jonas -
Hans Joas -
Jong-Hegelianen -
Alberto Jori

## K
Viktor Kandinski -
Immanuel Kant -
Kardinale deugden -
Karl Kautsky -
Nikos Kazantzakis -
Kennis -
Kennisbank Filosofie in Nederland -
Kennissociologie -
Kennistheorie -
Kennisverwerving -
Kenobject -
Ken uzelf -
Keynesianisme -
Jaegwon Kim -
Al-Kindi -
Andreas Kinneging -
Klassenstrijd -
Klearchos van Soloi -
Adriaen Koerbagh -
Johannes Koerbagh -
Philip Kohnstamm -
Adamantios Koraïs -
Leszek Kołakowski -
Krates van Athene -
Krates van Mallos -
Krates van Thebe -
Søren Kierkegaard -
Panajotis Kondylis -
Saul Kripke -
Jiddu Krishnamurti -
Kritiek van de cynische rede -
Kritik der praktischen Vernunft -
Kritik der reinen Vernunft -
Kritik der Urteilskraft -
Kritisch denken -
Kritisch idealisme -
Kritolaos -
Jaap Kruithof -
Erik von Kuehnelt-Leddihn -
Thomas Kuhn -
Roel Kuiper -
Kuisheid -
Kwintessens -
Will Kymlicka

## L
Lucien Laberthonnière -
La condition postmoderne -
Pomponius Laetus -
Imre Lakatos -
Hughes Félicité Robert de Lamennais -
Jan Pieter Nicolaas Land -
Susanne Langer -
Richard Lanham -
Paul-Ludwig Landsberg -
Laozi -
François Laruelle -
La voix et le phénomène -
Ervin László -
Latijns filosoof -
Bruno Latour -
Leegte -
Legalisme (Chinese filosofie) -
Gottfried Wilhelm Leibniz -
Leninisme -
Jos Lensink -
Lente- en herfstannalen -
Leo Polak Scriptieprijs -
Leonardo da Vinci -
Leonardus Lessius -
Leucippus -
Leugen -
Leven en leer van beroemde filosofen -
Leven -
Levensbeschouwing -
Éliphas Lévi -
Leviatan -
Leviathan (boek) -
Emmanuel Levinas -
Claude Lévi-Strauss -
Clarence Irving Lewis -
Libertinisme -
Lichaam-geestprobleem -
Georg Christoph Lichtenberg -
Francis Lieber -
Otto Liebmann -
Menno Lievers -
Lijden -
Lijst van filosofen en wetenschappers en hun bewustzijnstheorieën -
Lijst van filosofische boeken -
Lijst van filosofische stromingen -
Lijst van werken van Aristoteles -
Aloisius Lilius -
Linguïstische wending -
Liu Xiang (wetenschapper) -
Alain Locke -
John Locke -
Lof der zotheid -
Logisch positivisme -
Logos -
Petrus Lombardus -
Titus Lucretius Carus -
Georg Lukács -
Ramon Llull -
Lust -
Jean-François Lyotard

## M
Niccolò Machiavelli -
Alasdair MacIntyre -
Madhukar -
Magisch denken -
Albertus Magnus -
Mahasiddha -
Mahatmabrieven -
Maieutiek -
Chantal Maillard -
Maimonides -
Joseph de Maistre -
Nicolas Malebranche -
Paul de Man -
Manava Dharma -
Bernard Mandeville -
Franz Magnis-Suseno -
Manifest van de Communistische Partij -
Gabriel Marcel -
Marcus Fabius Quintilianus -
Herbert Marcuse -
Avishai Margalit -
Marhaenisme -
Marsilius van Padua -
Karl Marx -
Werner Marx -
Marxisme -
Materialisme -
Max More -
Maxime -
Maximus van Efeze -
John McDowell -
Terence McKenna -
George Herbert Mead -
Medische ethiek -
Meditaties over de eerste filosofie -
Meer (trigram) -
Meerwaarde (Marx) -
Gebroeders Meester -
Alexius Meinong -
Philipp Melanchthon -
Melissus van Samos -
Meme -
Menander -
Mencius -
Otto Mencke -
Moses Mendelssohn -
Mensbeeld -
Mentalisme -
Mentaliteitsgeschiedenis -
Maurice Merleau-Ponty -
Marin Mersenne -
Jean Meslier -
Metafysica -
Meteorologica (Aristoteles) -
Methexis -
Meton -
Julien Offray de La Mettrie -
Piet Meuleman -
Michel Meynen -
Luuk van Middelaar -
Middeleeuwse filosofie -
Middelen van overtuiging -
John Stuart Mill -
Mimesis -
Minarchisme -
Giovanni Pico della Mirandola -
Richard von Mises -
Mnesarchos (stoïcijn) -
Mnesarchos (zoon van Pythagoras) -
Modern satanisme -
Moderne filosofie -
Modus ponens -
Modus tollens -
Modus vivendi -
Moed -
Bram Moerland -
Luis de Molina -
Monade -
Monadologie -
Monimos -
Monisme -
Jacques Monod -
Michel de Montaigne -
Charles Montesquieu -
George Edward Moore -
Martin Moors -
José María Luis Mora -
Moraal -
Moraaltheologie -
Moreel relativisme -
Thomas More -
Charles W. Morris -
Emmanuel Mounier -
Johan Andreas Dèr Mouw -
Moy Lin-shin -
Mozi -
Mulla Sadra

## N
Nachmanides -
Arne Næss -
Ernest Nagel -
Thomas Nagel -
Naturalisme -
Naturalistische dwaling -
Naturisme -
Natuurfilosofie -
Natuurwet (ethiek) -
Doede Nauta
Lolle Nauta -
Stephen Neale -
Antonio Negri -
Oswald von Nell-Breuning -
Neohumanisme -
Neokantianisme -
Neomarxisme -
Neoplatonisme -
Neopythagorisme -
Otto Neurath -
Neurofilosofie -
Nexus -
Nezahualcoyotl -
Het Niets -
Friedrich Nietzsche -
Nieuw humanisme -
Nihilisme -
Nominalisme -
Non sequitur -
Noodzakelijke en voldoende voorwaarde -
Noorse nationale romantiek -
John Norman -
Normen en waarden -
Nouveaux philosophes -
Robert Nozick -
Martha Nussbaum

## O
Object -
Objectivisme -
Objectiviteit -
Obscurantisme -
Occasionalisme -
Occidentalisme -
Willem van Ockham -
Ockhams scheermes -
Oercommunisme -
Oerstof -
Official Irish Republican Army -
Edmundo O'Gorman -
Om (mantra) -
Omar Khayyám -
Omegapunt -
On Liberty -
Onbewuste kennis -
Onderbewustzijn -
Onderwaardering (denkfout) -
Onderzoekscollectief Opstand -
Oneindigheid -
Michel Onfray -
Onkuisheid -
Ontologie -
Onvolledigheidsstellingen van Gödel -
Palmyre Oomen -
Oorlog van allen tegen allen -
Oorsprong van het leven -
Oorzakelijkheid -
Oosterse filosofie -
Operaïsme -
Paul Oppenheim -
Optekeningen over de riten -
Opzet -
Cornelis Willem Opzoomer -
Ordinary language philosophy -
Orde en vooruitgang -
Nicolaas van Oresme -
Organon (Aristoteles) -
Oriëntalisme -
Orpheus -
Orphisme (godsdienst) -
José Ortega y Gasset -
Felix Ortt -
Vinko Ošlak -
Wouter Oudemans -
Willem Ouweneel -
Over de categorieën -
Over de interpretatie -
Over de oorsprong van de meetkunde -
Overhaaste generalisatie

## P
Parabel van de onzichtbare tuinman -
Derek Parfit -
Jan Patočka -
Giuseppe Peano -
Publius Clodius Thrasea Paetus -
Thomas Paine -
Georges Palante -
Panaetius van Rodos -
Panopticum -
Panpsychisme -
Panta rhei -
Pantheïsme -
Paradigma -
Paraleipsis -
Parallellisme -
Philippe Van Parijs -
Parijse manuscripten -
Parmenides -
Blaise Pascal -
'Patafysica-
Pathos -
Patristiek –
Charles Sanders Peirce -
Pensées -
Periander -
Peripatetische School -
Personalisatie (denkfout) -
Personalisme -
Persoonsidentiteit -
Perspectivisme -
Denis Pétau -
Francesco Petrarca -
Kees van Peursen -
Phaedrus (Plato) -
Phänomenologie des Geistes -
Pherecydes van Syros -
Philo van Alexandrië -
Philolaus -
Herman Philipse -
Photios -
Phronèsis -
Pierre Bayle-lezing -
Isaac de Pinto -
Robert M. Pirsig -
Pisistratus -
Pittakos van Mytilene -
Ullin Place -
Alvin Plantinga -
Plato -
Platonisme -
Platonisten van Cambridge -
Plichtethiek -
Plotinus -
Plutarchus van Athene -
Leo Polak -
Michael Polanyi -
Politeia -
Politieke correctheid -
Politieke filosofie -
Politika (Aristoteles) -
Johannes Jacobus Poortman -
Karl Popper -
Porphyrius -
Posidonius -
Positieve wetenschap -
Positivisme -
Post hoc ergo propter hoc -
Postanalytische filosofie -
Posthumanisme -
Postkolonialisme -
Postmarxisme -
Postmoderne filosofie -
Postmodernisme (internationale betrekkingen) -
Poststructuralisme -
Henri van Praag -
Pragmatisme -
Prana (hindoeïsme) -
Praxeologie -
Marcus Porcius Cato Uticensis minor -
Pre/trans-misverstand -
Predikament -
Presocratische filosofie -
Richard Price -
Joseph Priestley -
Prijs Vrijzinnig Humanisme -
Primordialisme -
Derek Prince -
Principia Mathematica -
Probleem van het lijden -
Probleemgestuurd onderwijs -
Procesfilosofie -
Proclus -
Prodicus -
Prognose -
Proletariaat -
Propositionele kennis -
Protagoras -
Samuel von Pufendorf -
Hilary Putnam -
Pyrrho van Elis -
Pythagoras -
Pythagorisme (Pythagoras)

## Q
Qualia -
François Quesnay -
Willard Van Orman Quine -
Quod non -
Quodlibet -
Thabit ibn Qurra -
Qutb al-Din al-Shirazi

## R
Rajas -
Tariq Ramadan -
Rampdenken-
Ayn Rand -
Rationalisme -
John Rawls -
Realisme -
Rechten van de mens -
Rechtsfilosofie -
Rechtvaardigheid -
Rede -
Reductio ad Hitlerum -
Reductionisme -
Referentiekader -
Reformatorische wijsbegeerte -
Reformisme -
Regels en riten -
Regelutilitarisme -
Hans Reichenbach -
Thomas Reid -
Adolf Reinach -
Reïncarnatie -
Relativisme -
Religieus humanisme -
Religieuze antropologie -
Ernest Renan -
Repertorium der Nederlandse Wijsbegeerte -
Representatie (psychologie) -
Reproduceerbaarheid -
Retorica -
Retrorsum causa et effectus -
Johannes Reuchlin -
Jean-François Revel -
Revisionisme (marxisme) -
Revolutionaire voorhoede -
Paul Ricœur -
Wim Rietdijk -
Riten van Zhou -
Gilles Personne de Roberval -
John Roemer -
Romantiek (stroming) -
Richard Rorty -
Roscellinus van Compiègne -
Eugen Rosenstock-Huessy -
Franz Rosenzweig -
Alf Ross -
Denis de Rougemont -
Jean-Jacques Rousseau -
Josiah Royce -
Ruimtelijk inzicht -
Bertrand Russell -
Raf De Rycke -
Gilbert Ryle

## S
Sadhana -
Louis-Claude de Saint-Martin -
Johannes van Salisbury -
Samana -
Sanbaiqian -
Francisco Sanches -
Johan Sanctorum -
Michael Sandel -
Antonius Sanderus -
Larry Sanger -
Marc Sangnier -
Sanli -
Sanzijing -
Jean-Paul Sartre -
Ferdinand Sassen -
Satsang -
Sattva -
Fernando Savater -
Scepticisme -
Jasper Schaaf -
Schadebeginsel -
Francis Schaeffer -
Friedrich Schleiermacher -
Max Scheler -
Friedrich von Schelling -
Ferdinand Canning Scott Schiller -
Friedrich von Schiller -
Juleon Schins -
Moritz Schlick -
Carl Schmitt -
Scholastiek -
School (stroming) -
School van Milete -
School van Salamanca -
Michel Schooyans -
Arthur Schopenhauer -
Schuld (strafrecht) -
Gottlob Schulze -
Dirk De Schutter -
Alfred Schütz -
Egbert Schuurman -
Albert Schweitzer –
Johannes Duns Scotus -
Johannes Scotus -
Roger Scruton -
John Searle -
Secundaire verwijzing -
Wilfrid Sellars -
Léopold Senghor -
Selectieve abstractie -
Semantisch holisme -
Lucius Annaeus Seneca -
Sensualisme -
Serendipiteit -
Sermones ad populum -
Sextus Empiricus -
Owadja Sforno -
Anthony Ashley Cooper van Shaftesbury -
Shankara -
Siger van Brabant -
Georg Simmel -
Coen Simon -
Gilbert Simondon -
Simplicius van Cilicië -
Peter Singer -
Sleutel van Salomo -
Peter Sloterdijk -
John Jamieson Carswell Smart -
Jan Christian Smuts -
Sociaal contract -
Sociale en politieke filosofie -
Sociale filosofie -
Sociale rechtvaardigheid -
Socrates -
Socratische methode -
Soevereiniteit -
Sofistiek -
Solidariteit -
Solipsisme -
Solon -
Vladimir Solovjov -
Speciesisme -
Herbert Spencer -
Oswald Spengler -
Spiegelproef -
Baruch Spinoza -
Spinoza-leerstoel -
Spinozalens -
Spiritualisme -
Paul Sporken -
Stalinisme -
Standplaatsgebondenheid -
Stanford Encyclopedia of Philosophy -
Statolatrie -
Edith Stein -
Yoram Stein -
George Steiner -
Rudolf Steiner -
Stellingen over Feuerbach -
Stichting voor Christelijke Filosofie -
Bernard Stiegler -
Max Stirner -
Stoa -
René Stockman -
Strabo (historicus) -
Leo Strauss -
Peter Frederick Strawson -
Stropopredenering -
Structuralisme -
Structuur -
Francisco Suárez -
Subject -
Subjectiviteit -
Subject-objectscheiding -
Substantie -
Suite des Erreurs et de la Vérité -
Emanuel Swedenborg -
Richard Swinburne -
Jean Henri van Swinden -
Syllogisme -
Symposium (klassieke literatuur) -
Synchroniciteit -
Synchronisch versus diachronisch -
Synergie -
Synesius van Cyrene -
Syntaxis (logica) -
Synthese -
Systeem -
Systeem (wetenschap)

## T
Ta eis heauton -
Taalfilosofie -
Taalhandeling -
Taalspel (Wittgenstein) -
Taboe -
Tabula rasa (psychologie) -
Pierre-André Taguieff -
Tamas -
Tao -
Taoïsme -
Taoïstische Tai Chi -
Alfred Tarski -
Tattva -
Charles Taylor -
Technologische singulariteit -
Teleologie -
Teleologische ethiek -
Telos -
Thales van Milete -
The Sacred Books of the East -
Theano (filosofe) -
Theïsme -
Theophrastus -
Theorie -
Theosofie -
These -
Armand Thiéry -
Thomas van Aquino -
Thomisme -
Henry David Thoreau -
Thrasymachos -
Thymos -
Tianhou -
Tien geboden -
Tijdgeest -
Guillaume Tiberghien -
Tirade (retorica) -
Frans Titelmans -
Titu Maiorescu -
Nikolaj Tsjernysjevski -
Ernst Toch -
Nasir al-Din al-Toesi -
Toeval en onvermijdelijkheid -
John Toland -
Tolerantie (maatschappij) -
Topica -
Topos -
Vicente Lombardo Toledano -
Tractatus Logico-Philosophicus -
Traditionalisme -
Traditionele Chinese geneeskunde -
Transcendentaal idealisme -
Transcendentie -
Transhumanisme -
Trichotomie -
Trigrammen van de I Tjing -
Trots -
Trouw (ethiek) -
Tu quoque -
Tweeling-aarde

## U
Ubuntu -
Udana -
Übermensch -
Unie Vrijzinnige Verenigingen -
Universalia -
Universaliënstrijd -
Universiteit voor Humanistiek -
Utilitarisme -
Utopia (boek) -
Utopie

## V
Paul Valéry -
Vals dilemma -
Antoon Vandevelde -
José Vasconcelos -
Emer de Vattel -
Gianni Vattimo -
Vedanta -
Jan Van der Veken -
Verantwoord ouderschap -
Antoine Verbij -
Ad Verbrugge -
Verhandeling over de methode -
Verhandelingen over de eerste tien boeken van Titus Livius -
Cornelis Verhoeven -
Verificatiebeginsel -
Veritatis Splendor -
Verklaring -
Karel Verleye -
Verlichting (stroming) -
Etienne Vermeersch -
Verstehen -
Vertoog -
Vervreemding -
Vier Boeken -
Vijf Elementen -
Vijf Voorschriften -
Thomas van Villanova -
Jaffe Vink -
Vitale levensstromen -
Johannes van Vloten -
Burchard de Volder -
Volkswijsheid -
Voltaire –
Vom Nutzen und Nachteil der Historie für das Leben -
Voorspelling (wetenschap) -
Vooruitgang -
Marc de Vries -
Vrij onderzoek -
Vrijdenkerij -
Vrije wil -
Vrijheid -
Paolo Virno -
Vrucht van de Geest -
Vuistregel -
Vuur (trigram) -
Vyana -
Lev Vygotski

## W
Waarde -
Waardevrije wetenschap -
Waarheid -
Waarom ik geen christen ben -
Friedrich Waismann -
Walden (boek) -
Michael Walzer -
Warenfetisjisme -
Wat te doen? -
Water (trigram) -
Richard Weaver -
Wilhelm Eduard Weber -
Carl Friedrich von Weizsäcker -
Simone Weil -
Victoria Lady Welby -
Reinier Welschen -
Wereldbeeld in de homerische epiek -
Wereldbeeld -
Werkelijkheid -
Wesensschau -
Wet (wetenschap) -
Wet van de drie stadia -
Wet van de remmende voorsprong -
Wet van de toereikende grond -
Weten -
Wetenschap -
Wetenschappelijke gemeenschap -
Wetenschappelijke methode -
Wetenschappelijk bewijs -
Wetenschapsfilosofie -
Wetenschapsgeschiedschrijving -
Alfred North Whitehead -
Wiener Kreis -
Ludwig Wittgenstein -
Wijsgerige antropologie -
Wijsheid -
Wil (begrip) -
Ken Wilber -
Max Wildiers -
Dick Willems -
Bernard Williams -
Wind (trigram) -
John Wisdom -
Woede en Tijd -
Christian Wolff -
Chauncey Wright -
Józef Hoene-Wroński -
Wu wei -
Wilhelm Wundt

## X
Xenophanes

## Y
Yin en yang -
Yoga Vasishtha -
Yoga

## Z
Zeger van Brabant -
Het Zelf -
Zelfbewustzijn -
Zelfkennis -
Zelforganisatie -
Zelfverwerkelijking -
Zen en de Kunst van het Motoronderhoud -
Zeno van Citium -
Zeno van Elea -
Zeno van Tarsus -
Ernst Zermelo -
Zeven deugden -
Zeven Wijzen -
Zhu Xi -
Zhuangzi -
Ziel -
Zijn en Tijd -
Zijn -
Aleksandr Zinovjev -
Zintuiglijke indrukken -
Slavoj Žižek -
Zum ewigen Frieden